# Parc éolien des Saules
Le parc éolien des Saules est un parc éolien terrestre construit en 2023 et sis sur le finage de la commune de Saulzoir, dans le département du Nord, en France. Il compte cinq éoliennes.

## Description
Initié en 2014 par la commune de Saulzoir, le projet du parc éolien des Saules fait l'objet d'une consultation locale et recueille 73 % d'avis favorables, pour une participation de 32,91 %.
Cinq éoliennes, nommées de E1 à E5 de l'ouest vers l'est, sont construites sur une ligne, au nord-est du village de Saulzoir. Il est exploité par WPD, construit en 2023 et mis en service fin décembre de la même année, à proximité d'autres parcs éoliens installés juste au sud : le parc éolien du Chemin de Valenciennes et le parc éolien de la chaussée Brunehaut, ceux-ci étant constitués respectivement de cinq et six aérogénérateurs.

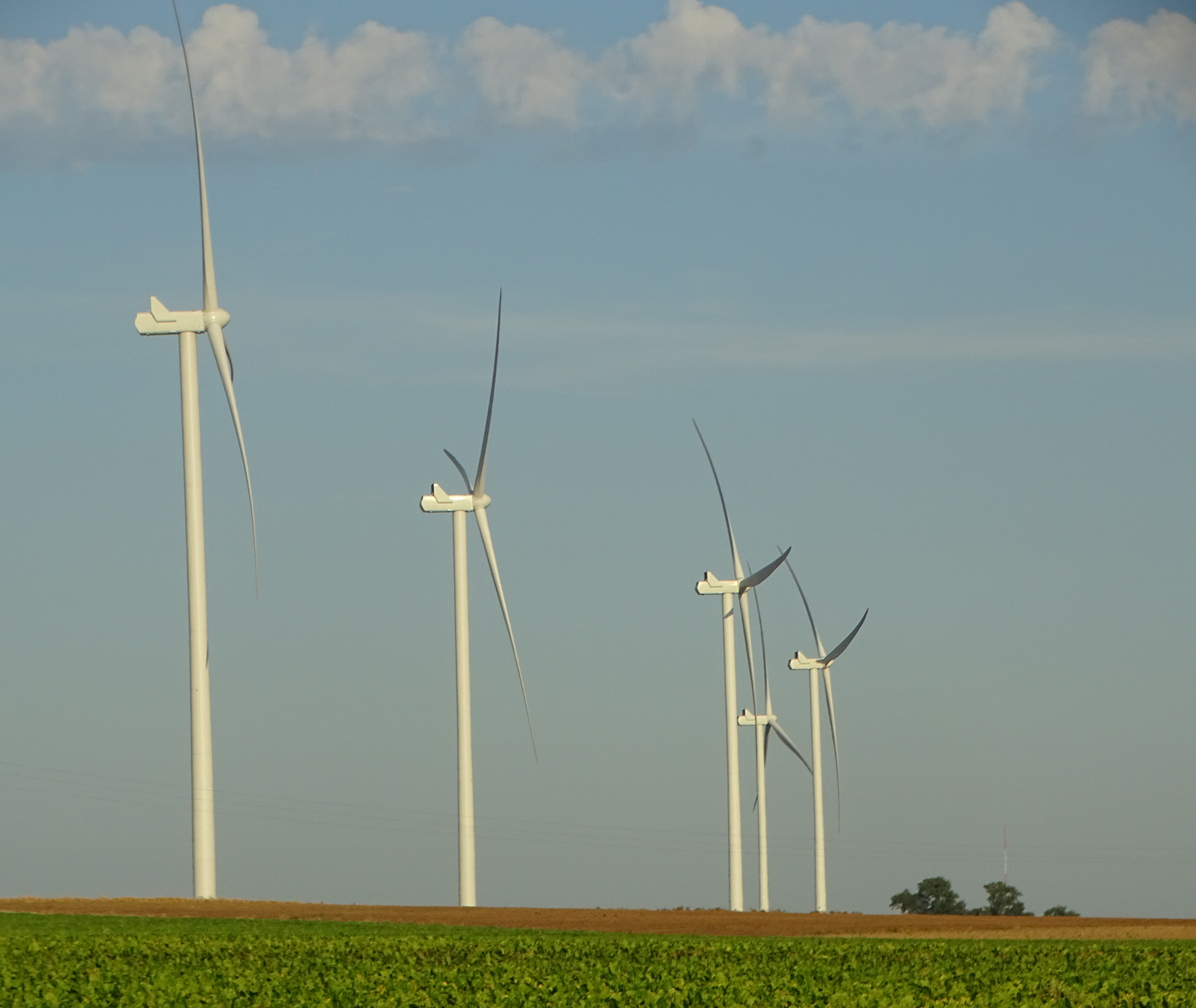
Les cinq éoliennes vues depuis Haspres.
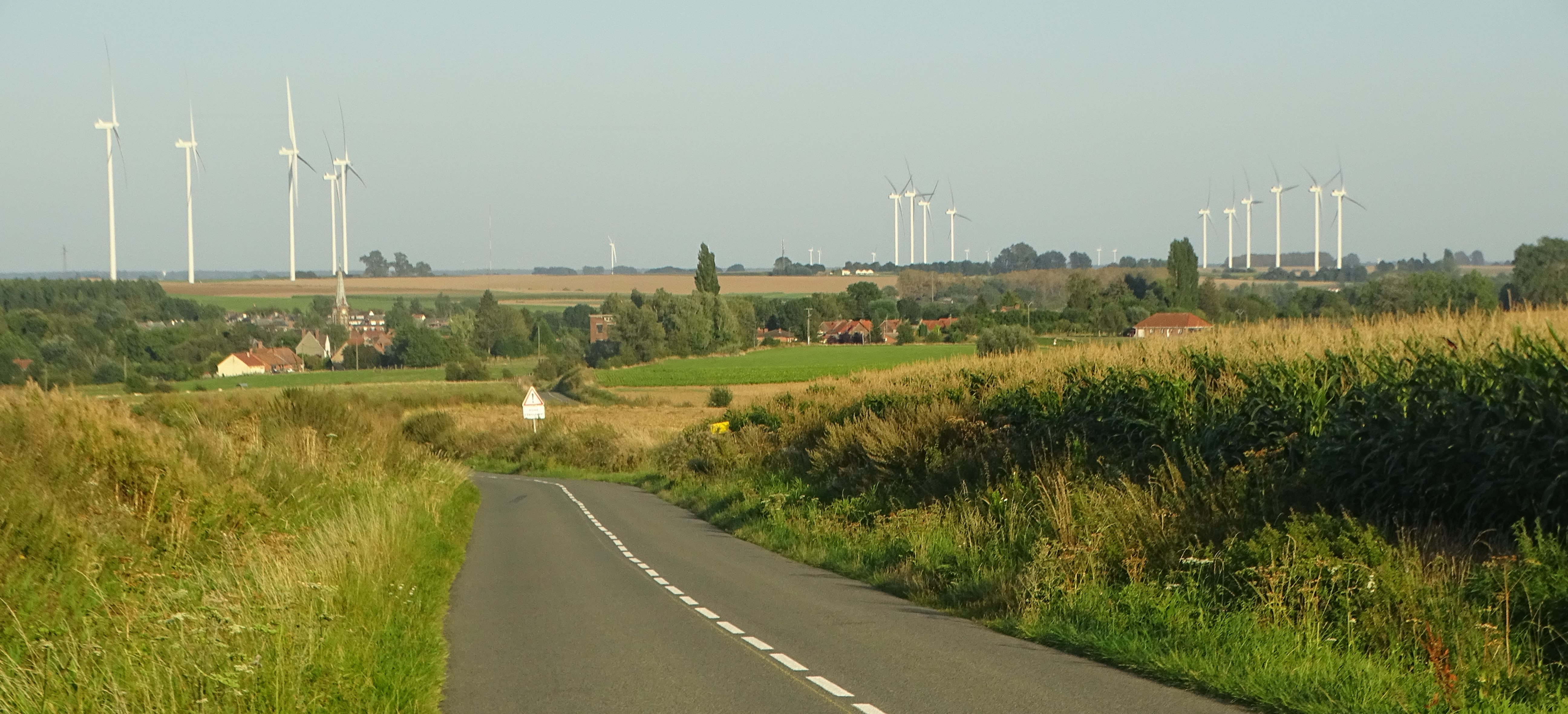
Parcs éoliens des Saules à Saulzoir (à gauche), du Chemin de Valenciennes à Haussy (au centre) et de la Chaussée Brunehaut à Haussy aussi (à droite) vus depuis la départementale 81 à Haspres fin août 2024, cette route reliant cette dernière commune à Lieu-Saint-Amand.